# B and E
B and E es un lugar designado por el censo ubicado en el condado de Starr en el estado estadounidense de Texas. En el Censo de 2010 tenía una población de 518 habitantes y una densidad poblacional de 2.857,16 personas por km².

## Geografía
B and E se encuentra ubicado en las coordenadas 26°21′24″N 98°45′13″O / 26.35667, -98.75361. Según la Oficina del Censo de los Estados Unidos, B and E tiene una superficie total de 0.18 km², de la cual 0.18 km² corresponden a tierra firme y (0%) 0 km² es agua.

## Demografía
Según el censo de 2010, había 518 personas residiendo en B and E. La densidad de población era de 2.857,16 hab./km². De los 518 habitantes, B and E estaba compuesto por el 93.82% blancos, el 0% eran afroamericanos, el 0% eran amerindios, el 0% eran asiáticos, el 0% eran isleños del Pacífico, el 5.98% eran de otras razas y el 0.19% pertenecían a dos o más razas. Del total de la población el 98.07% eran hispanos o latinos de cualquier raza.